# Josselyn Portillo
Josselyn Tatiana Portillo  Mejía (ur. 12 sierpnia 1995) – salwadorska zapaśniczka walcząca w stylu wolnym. Zajęła ósme miejsce na mistrzostwach panamerykańskich w 2014. Brązowa medalistka igrzysk Ameryki Środkowej i Karaibów w 2014 i 2023. Mistrzyni igrzysk Ameryki Środkowej w 2013, a druga w 2017. Mistrzyni panamerykańska juniorów w 2012, 2013, a trzecia w 2014 roku.